# Нечестных прошу не беспокоить 2
«Нечестных прошу не беспокоить 2» или «Если ты — та 2» (кит. 非誠勿擾 2) — романтическая кинокомедия с элементами мелодрамы, повествующая о трудностях сохранения отношений в браке. Премьера состоялась 23 декабря 2010 г. Сиквел фильма 2008 года Нечестных прошу не беспокоить.

## Сюжет
Цинь Фэн (Гэ Ю) и Сяосяо (Шу Ци) по-прежнему вместе, и он решается сделать ей предложение. На фоне развода своего лучшего друга, они, для избежания разочарования в браке, устраивают испытательный период для своих отношений. Придумывая различные жизненные ситуации, пара проверяет друг друга. Но со временем они понимают, что хотят от жизни разного.

## В главных ролях
- Гэ Ю
- Шу Ци
- Сунь Хунлэй
- Яо Чэнь
- Ань Исюань

## Премьера
- Китай — 23 декабря 2010
- США — 24 декабря 2010
- Сянган — 13 января 2011
- Тайвань — 28 января 2011
- Сингапур — 3 февраля 2011